# 첸 케니치

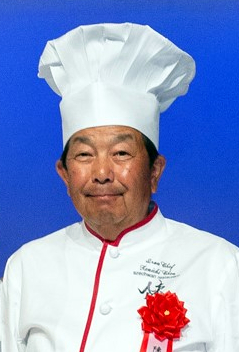

첸 케니치(Chen Kenichi, 陳建一, Chin Ken'ichi, 1956년 1월 5일 – 2023년 3월 11일)는 일본의 요리사이자 레스토랑 경영자였다. TV 시리즈 요리의 철인에서 중국인 철인 요리사 역할로 가장 잘 알려져 있다. 노란색 옷을 입고 커다란 중국식 칼을 손에 들고 키친 스타디움으로 들어갔다. 쇼가 진행되는 동안 자신의 직책을 맡은 유일한 요리의 철인이었다. 일본에서 일본인 어머니와 한족 혈통의 일본인 아버지인 천젠민(陳建民) 사이에서 태어났으며, 그의 법적 이름은 아즈마 겐이치(東 建一)였다.

## 같이 보기
- 중국계 일본인